# UCI Coupe des Nations U23 2025
Navigation
Édition précédente Édition suivante
L'UCI Coupe des Nations U23 2025 est la 19e édition de l'UCI Coupe des Nations U23. Elle est réservée aux cyclistes de sélection nationales de moins de 23 ans. Elle est organisée par l'Union cycliste internationale et fait partie du calendrier des circuits continentaux. 
Alors que le Tour de l'Avenir a décidé de quitter la compétition, seules deux épreuves sont au programme, auxquelles il faut ajouter le championnat du monde espoirs et les championnats continentaux espoirs.

## Résultats

### Épreuves
| Date            | Épreuve                                        | Pays      | Vainqueur            | Deuxième            | Troisième       | Leader (nations)    |
| --------------- | ---------------------------------------------- | --------- | -------------------- | ------------------- | --------------- | ------------------- |
| 9 février       | Championnat d'Asie du contre-la-montre espoirs | Thaïlande | Mohammad Al Mutaiwei | Muhammad Andy Royan | Koki Kamada     | Émirats arabes unis |
| 14 février      | Championnat d'Asie sur route espoirs           | Thaïlande | Koki Kamada          | Temuulen Khadbaatar | Fu Enqi         | Japon               |
| 26 avril        | Championnat panaméricain sur route espoirs     | Uruguay   | Jonathan Guatibonza  | Cristian Vélez      | Ciro Pérez      | Japon               |
| 14-18 mai       | Orlen Nations Grand Prix                       | Pologne   | Marco Schrettl       | Ludovico Mellano    | Filippo Turconi | Italie              |
| 29 mai-1er juin | Course de la Paix-Grand Prix Jeseníky          | Tchéquie  | Pau Martí            | Simon Dalby         | Simone Gualdi   | Italie              |

### Classement par nations
| #  | Pays            | Pts. |
| -- | --------------- | ---- |
| 1  | Italie          | 52   |
| 2  | Danemark        | 49   |
| 3  | Espagne         | 43   |
| 4  | Grande-Bretagne | 33   |
| 5  | Autriche        | 32   |
| 6  | Pologne         | 31   |
| 7  | France          | 29   |
| 8  | Belgique        | 29   |
| 9  | Slovénie        | 23   |
| 10 | Luxembourg      | 20   |